# Dark Taxon
In der Mykologie ist ein Dark Taxon (plural: Dark Taxa, auch Dark Fungus genannt) ein Taxon, das anscheinend keine erkennbaren morphologischen Strukturen aufweist und unter Laborbedingungen nicht kultivierbar ist. Dark Taxa (deutsch dunkle Taxa) werden vor allem durch DNA-Sequenzierung und insbesondere durch Umwelt-Metabarcoding, d. h. Barcoding von DNA/RNA (oder Umwelt-DNA, kurz eDNA), in einer Weise nachgewiesen, die die gleichzeitige Identifizierung vieler Taxa in derselben Probe ermöglicht.
Dark Taxa bilden eine paraphyletische Gruppe, wobei Dark Taxa in allen wichtigen Pilzstämmen vorkommen, und es scheint, dass sie einen bedeutenden Teil der existierenden Pilztaxa ausmachen. Laut Wang et al. (2016) „weist die Mehrheit der existierenden Pilzvielfalt keine unterscheidenden morphologischen Strukturen auf, die sichtbar oder beschreibbar sind“, und laut Martin Ryberg, Forscher und Professor an der Universität Uppsala, „könnten sich Dark Fungi durchaus als die dominierende Lebensform im Pilzreich erweisen“.
Die Benennung von Dark Taxa wird nicht vom ICN unterstützt, da ein Typusexemplar eine direkte Beobachtung erfordert.

## Dark Taxa bei Insekten und Spinnen
Weitere Dark Taxa werden auch in Tiergruppen wie z. B. bei Insekten oder Spinnentieren vermutet und in Deutschland durch das „German Barcode of Life“ (GBOL) erforscht.